# Geositta crassirostris
Geositta crassirostris е вид птица от семейство Furnariidae.

## Разпространение
Видът е разпространен в Перу.